# 賀永村
賀永村（かながむら）は、広島県豊田郡にあった村。現在の東広島市、竹原市の一部にあたる。

## 地理
- 河川：賀茂川[1]

## 歴史
- 1889年（明治22年）4月1日、町村制の施行により、賀茂郡上三永村、仁賀村が合併して村制施行し、賀永村が発足[2][3]。旧村名を継承した上三永、仁賀の2大字を編成[2]。
- 1945年（昭和30年）1月1日、大字上三永を賀茂郡西条町に編入[2][3]。仁賀の1大字となる[2]。
- 1956年（昭和31年）
  - 4月1日、豊田郡に所属が変更[3][3]。
  - 9月30日、賀永村を二分割し、大字仁賀の一部を賀茂郡西条町上三永に、大字仁賀の残部を竹原町にそれぞれ編入して廃止された[2][3]。

### 地名の由来
合併旧村の各一文字を組み合わせたもの。

## 産業
- 農業[1]